# Masacre de Kansas City
La masacre de Kansas City fue el tiroteo y asesinato de cuatro agentes de la ley y un criminal fugitivo en el depósito ferroviario de Union Station en Kansas City, Misuri, en la mañana del 17 de junio de 1933. La masacre fue el resultado de un intento por parte de la banda dirigida por Vernon C. «Verne» Miller de liberar a Frank «Jelly» Nash, un preso federal que en ese momento estaba bajo custodia de varios agentes que lo devolvían a la penitenciaría estadounidense de Leavenworth (Kansas), de la que se había fugado tres años antes.
La masacre de Kansas City marcó un antes y después en la historia del FBI. Anteriormente, la agencia no tenía autoridad para portar armas de fuego (aunque algunos agentes, al parecer, sí la tenían) ni para efectuar detenciones (podían realizar una «detención flagrante» y a continuación llamar a un Marshal o a un agente de la policía local), pero un año más tarde el Congreso otorgó al FBI autoridad legal para portar armas y efectuar detenciones (en mayo y junio de 1934). El FBI adquirió sus primeros subfusiles Thompson y rifles Winchester Modelo 1907. Sin embargo, tras solicitar a Remington Arms un sustituto para el Winchester, la agencia adoptó más tarde variantes especialmente modificadas del rifle semiautomático Remington Modelo 81.

## Hechos
El atracador de bancos Frank Nash fue condenado por primera vez en 1913, entrando y saliendo varias veces de prisión durante los años posteriores. El 3 de marzo de 1924, Nash comenzó una condena de 25 años en la Penitenciaría de Leavenworth, de la que se fugó el 19 de octubre de 1930. El FBI inició una intensa búsqueda de Nash por todo el Medio Oeste de los Estados Unidos y parte de Canadá. El FBI llegó a la conclusión de que Nash había colaborado igualmente en la fuga de siete presos de la Penitenciaría de los Estados Unidos, Leavenworth, el 11 de diciembre de 1931. El 7 de julio de 1932 el FBI detuvo a dos cómplices de Nash, que revelaron informacional crucial sobre su paradero y fue arrestado cerca de su escondite en Hot Springs, Arkansas. Frank Nash fue arrestado el 16 de junio de 1933 y, tras pasar la noche en Fort Smith, fue trasladado a Kansas City para tomar el tren que pasaba por la Kansas City Union Station a las 7:15. Era custodiado por seis agentes.
Al día siguiente tuvo lugar la masacre. Mientras las autoridades hacían bajar a Nash del coche de policía y conducirlo hasta el vagón de tren, uno de los policías (Vetterli) se fijó en dos hombres armados que corrían desde varios metros atrás, uno de ellos portando una ametralladora Thompson. Antes de que uno de los guardias avisara al resto, un tercer pistolero oculto tras un coche abrió fuego contra los guardias, asesinando a los oficiales Grooms y Hermanson. Otro oficial, Caffrey, también murió tras ser alcanzado en la cabeza, y el SAC Vetterli fue herido en el brazo izquierdo. Dentro del coche, el criminal Frank Nash y el jefe Reed también recibieron impactos de bala, y los agentes Lackey y Smith lograron sobrevivir. El tiroteo, de poco más de treinta segundos de duración, se saldó con cinco víctimas, los cuatro agentes del FBI y el criminal Frank «Jelly» Nash.
Charles «Pretty Boy» Floyd fue identificado por el FBI como uno de los pistoleros. Sin embargo, algunas pruebas sugieren que Floyd no estuvo implicado en el ataque. Entre los gánsteres que sí intervinieron en el ataque están Vernon C. Miller y Adam C. Richetti, a quienes se les dio caza y captura durante los siguientes años.